# Liste der Ständigen Vertreter der Niederlande bei der NATO
Liste der ständigen Vertreter der Niederlande bei der Organisation des Nordatlantikvertrags (NATO) in Brüssel.

## Ständige Vertreter
- 1952–1956: Alidius Tjarda van Starkenborgh Stachouwer
- 1956–1958: Eelco van Kleffens
- 1958–1961: Dirk Stikker
- 1961–1970: Henry Boon
- 1970–1973: Dirk Spierenburg
- 1974–1978: Abraham Hartogh
- 1982–1989: Jakob Gijsbert Nikolaas de Hoop Scheffer (1924–2004)
- 1989–1993: Adriaan Jacobovits de Szeged
- 1993–1997: Lambert Willem Veenendaal
- 1998–2001: Nicolaas Hendrik Biegman
- 2001–2005: Michiel Patijn
- 2006–2009:
- 2009–2013: Frank Majoor
- 2013–2018: Marjanne de Kwaasteniet
- 2018–2023: Marisa Gerards
- Seit 2022: Thijs van der Plas